# NGC 470
NGC 470 est une galaxie spirale située dans la constellation des Poissons. NGC 470 a été découverte par l'astronome germano-britannique William Herschel en 1784.

## Caractéristiques
Sa vitesse par rapport au fond diffus cosmologique est de 2 060 ± 22 km/s, ce qui correspond à une distance de Hubble de 30,4 ± 2,2 Mpc (∼99,2 millions d'al).
À ce jour, 22 mesures non basées sur le décalage vers le rouge (redshift) donnent une distance de 34,786 ± 6,982 Mpc (∼113 millions d'al), ce qui est à l'intérieur des valeurs de la distance de Hubble. Notons cependant que c'est avec la valeur moyenne des mesures indépendantes, lorsqu'elles existent, que la base de données NASA/IPAC calcule le diamètre d'une galaxie et qu'en conséquence le diamètre de NGC 470 pourrait être d'environ 29,1 kpc (∼94 900 al) si on utilisait la distance de Hubble pour le calculer.
La classe de luminosité de NGC 470 est II et elle présente une large raie HI. Elle renferme également des régions d'hydrogène ionisé. La luminosité de la galaxie de NGC 470 dans l'infrarouge lointain (de 40 à 400 µm) est égale à 1,66 × 1010 {\displaystyle L_{\odot }} (1010,22{\displaystyle L_{\odot }}) et sa luminosité totale dans l'infrarouge (de 8 à 1 000 µm) est de 2,34 × 1010 {\displaystyle L_{\odot }} (1010,37{\displaystyle L_{\odot }}).
L'identification de NGC 470 comme faisant partie de ARP 227 est une erreur selon C. Seligman (voir NGC 474). Cependant, on doit noter que NGC 470 est en interaction avec sa voisine NGC 474.

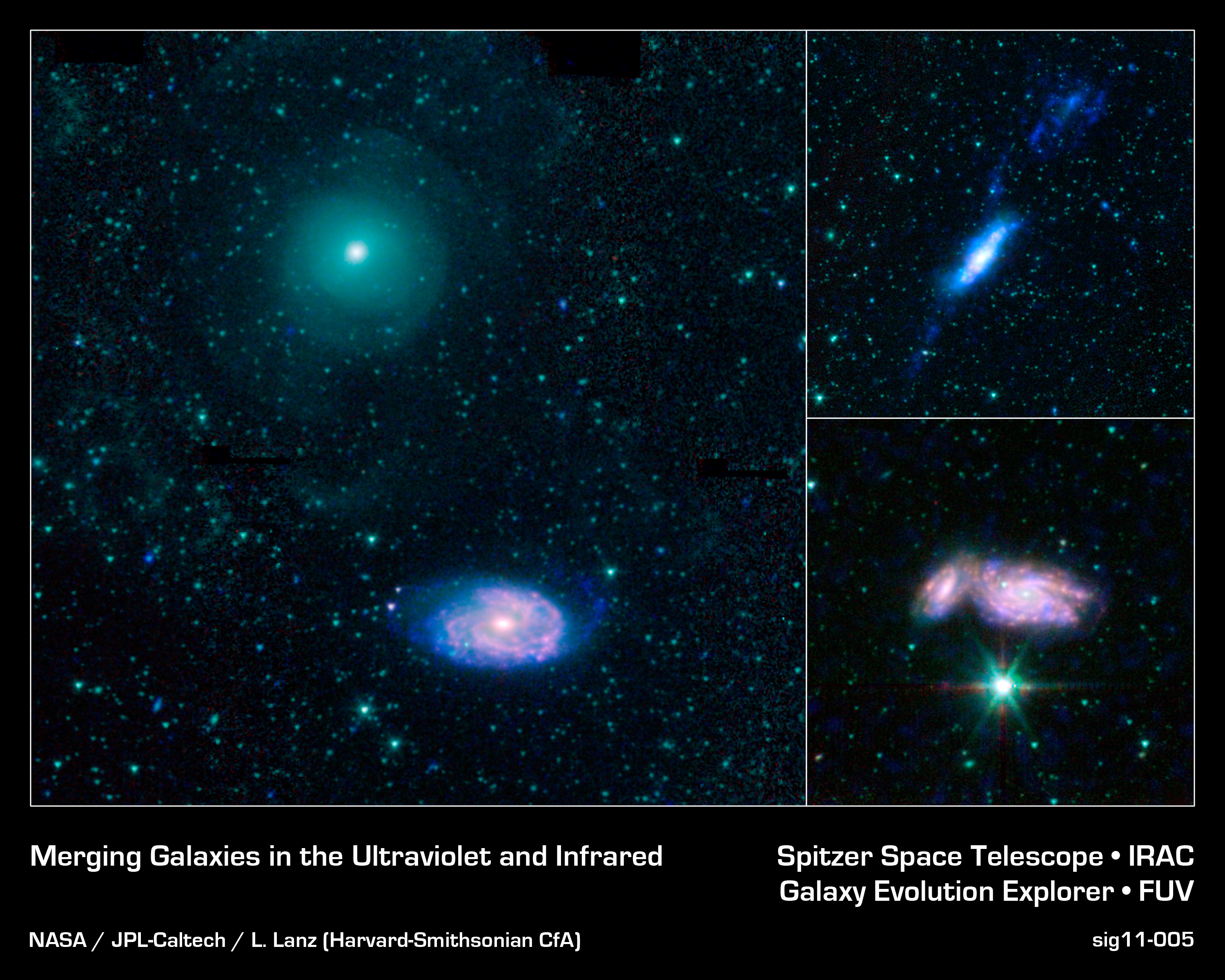
NGC 470 et NGC 474 sont en interaction gravitationnelle (panneau de gauche). C'est peut-être la raison pour laquelle plusieurs identifient ces deux galaxies à Arp 227.
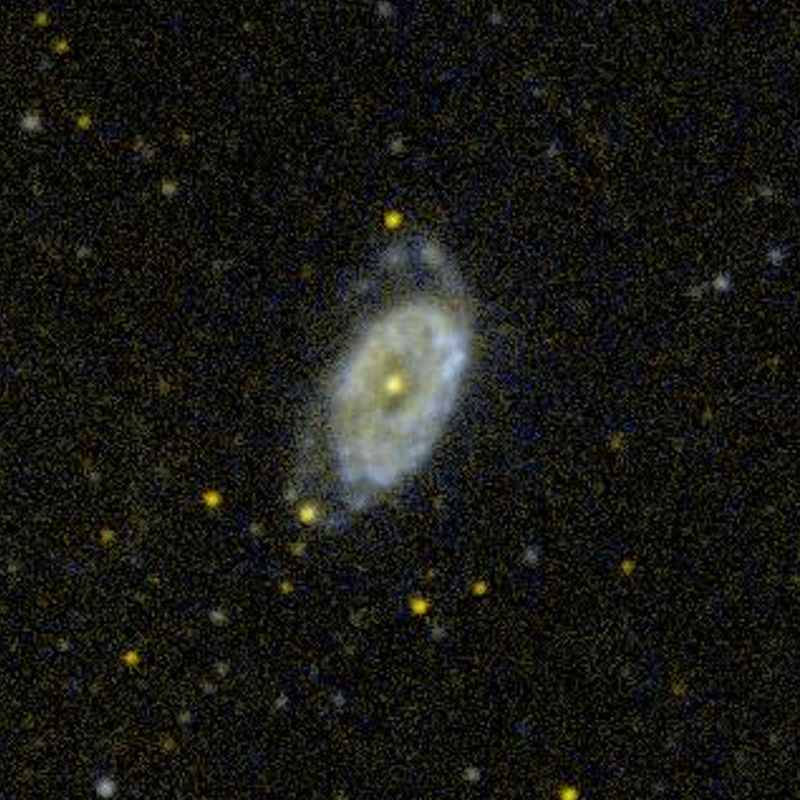
NGC 470 en ultraviolet par le satellite GALEX.

## Groupe de NGC 470
NGC 470 appartient à un groupe d'au moins 13 galaxies qui porte son nom. Le groupe de NGC 470 comprend les galaxies NGC 470, NGC 474, NGC 485, NGC 488, NGC 489, NGC 502, NGC 516, NGC 518, NGC 520, NGC 522, NGC 524, NGC 525 et NGC 532.
Le groupe de NGC 470 devrait comprendre au moins 4 autres galaxies brillantes dans le domaine des rayons X (NGC 509, IC 101, IC 114 et CGCG 411-0458 (PGC 4994)) car elles sont dans la même région de la sphère céleste et à des distances similaires à celles du groupe.